# Nuyina
Die Nuyina ist ein australischer Forschungseisbrecher.

## Geschichte
Das Schiff wurde unter der Baunummer 417 auf der rumänischen Werft Damen Shipyards Galați gebaut. Die Ausrüstung des Schiffes erfolgte bei Damen Shipyards in Vlissingen. Der Bauvertrag wurde am 28. April 2016 geschlossen. Der Bau des Schiffes begann mit dem ersten Stahlschnitt am 31. Mai 2017. Die Kiellegung fand am 24. August 2017, das Ausdocken aus dem Baudock am 24. September 2018 statt. Die Fertigstellung erfolgte am 17. August 2020. Abgeliefert wurde das Schiff am 28. August 2021. Anschließend wurde es während einer 47 Tage dauernden Reise nach Australien überführt. Es kam am 16. Oktober 2021 in Hobart auf der australischen Insel Tasmanien an. Ende Dezember 2021 brach es zu seiner ersten Antarktisreise auf.
Das Schiff wird von Serco Australia bereedert. Der Schiffsentwurf stammte vom dänischen Schiffsarchitekturbüro Knud E. Hansen. Entwurf und Bau des Schiffes kosteten knapp 530 Mio. Australische Dollar.
Das Schiff ersetzte die 1990 in Dienst gestellte Aurora Australis. Ursprünglich hätte das Schiff bereits 2020 abgeliefert werden sollen. Aufgrund der COVID-19-Pandemie und des komplexen Baus des Schiffes kam es zu Verzögerungen. Die Australian Antarctic Division charterte für die Saison 2020/2021 das Offshore-Mehrzweckschiff MPV Everest, nachdem die Aurora Australis Ende März 2020 im Anschluss an ihren letzten Antarktiseinsatz außer Dienst gestellt worden war.
Die Nuyina dient der Versorgung der drei australischen Antarktisstationen Casey-Station, Davis-Station und Mawson-Station sowie der Macquarie-Station auf der Macquarieinsel im Südpazifik und der Forschung, darunter Polar- und Meeresforschung sowie Wetter- und Klimaforschung. Durch die im Vergleich zur Aurora Australis deutlich größere Ladungskapazität ist das Schiff in der Lage, zwei Stationen pro Reise zu versorgen. Hierdurch ergeben sich im Vergleich zur Aurora Australis deutlich mehr Tage, die für Forschungszwecke zur Verfügung stehen, da weniger Fahrten zwischen dem Basishafen Hobart und der Antarktis nötig sind.
Der Name des Schiffes bedeutet „Polarlicht“ bzw. „Südlicht“ in Palawa Kani, der Sprache der Aborigines Tasmaniens.

## Technische Daten und Ausstattung
Das Schiff ist mit einem diesel-hybriden Antrieb ausgestattet. Für den reinen Dieselantrieb stehen zwei MAN-Dieselmotoren des Typs MAN 16V32/44CR mit jeweils 9.600 kW Leistung zur Verfügung. Diese wirken über Untersetzungsgetriebe auf jeweils einen Verstellpropeller. Die Motoren treiben zusätzlich jeweils einen Wellengenerator für die Stromerzeugung an (Power-Take-Off-/PTO-Modus). Die Wellengeneratoren können umgekehrt auch für den Antrieb des Schiffes genutzt werden (Power-Take-In-/PTI-Modus). Sie leisten dann jeweils 3.700 kW. Für die Stromerzeugung unabhängig vom Betrieb der Wellengeneratoren und für den dieselelektrischen Antriebsmodus des Schiffes stehen vier Dieselgeneratorsätze zur Verfügung: drei Generatorsätze des Typs Bergen C25:33L9A mit einem Neunzylinder-Dieselmotor mit 3.000 kW Leistung und ein Generatorsatz des Typs Bergen C25:33L6A mit einem Sechszylinder-Dieselmotor mit 2.000 kW Leistung. Zusätzlich steht ein von einem Dieselmotor mit 1.250 kW Leistung angetriebener Notgenerator zur Verfügung. Der dieselelektrische Antriebsmodus wird im Rahmen von Forschungsarbeiten benötigt, bei denen akustische Störungen durch die Vibrationen der Antriebsmotoren vermieden werden sollen. Zum Brechen von Eis werden dieselmechanischer und dieselelektrischer Antrieb für die dann erhöhte Leistung auf den Antriebswellen zusammengeschaltet. Hierbei steht eine Gesamtantriebsleistung von bis zu 26.600 kW Leistung zur Verfügung. Zur Verringerung von Lärmemissionen von den Dieselmotoren sind diese elastisch gelagert und die Auspuffrohre mit Schalldämpfern ausgestattet. Die Dieselmotoren sind mit SCR-Katalysatoren zur Abgasnachbehandlung ausgestattet. Das Schiff kann im Hafen mit Landstrom versorgt werden.
An Bord sind zwei Maschinenräume eingerichtet. In den Maschinenräumen sind jeweils ein Antriebsmotor und zwei Dieselgeneratorsätze untergebracht. Der Antrieb ist somit redundant aufgebaut.
Die Höchstgeschwindigkeit des Schiffes beträgt rund 16 kn, die Reisegeschwindigkeit rund 12 kn. Es kann mit einer Geschwindigkeit von 3 kn noch bis 1,65 m dickes Eis brechen.
Das Schiff ist mit jeweils drei Bug- und Heckstrahlrudern mit jeweils 1.300 kW Leistung ausgestattet. Es verfügt über ein System zur dynamischen Positionierung.
Das Schiff verfügt über elf Decks. Das Hauptdeck befindet sich auf Deck 4. Darüber befinden sich zwei Decks, die sich praktisch über die gesamte Schiffslänge erstrecken. Im hinteren Bereich des Schiffes sind diese Bereiche teilweise als offene Arbeitsdecks ausgelegt. Auf Deck 4 befinden sich auf rund 500 m² Fläche Labore (zwei Trocken- und zwei Nasslabore) und andere Räume für die Wissenschaft.
Oberhalb von Deck 6 befindet sich das Deckshaus im mittleren Bereich des Schiffes. Hier sowie im darunterliegenden Bereich auf Deck 5 sind die Einrichtungen für Schiffsbesatzung und Wissenschaftler untergebracht. Schiffsbesatzung und Wissenschaftler sind in Doppelkabinen untergebracht. Für Offiziere sowie wissenschaftliche Leiter stehen Einzelkabinen zur Verfügung. Für die Besatzung und wissenschaftliches Personal stehen unter anderem eine Messe mit Kombüse sowie ein Aufenthaltsraum zur Verfügung. Weiterhin befinden sich mehrere Konferenz- und Besprechungsräume sowie ein größerer Saal an Bord, der unter anderem für Lage- und Einsatzbesprechungen, für Ausbildungszwecke und für Freizeitaktivitäten genutzt werden kann. Darüber hinaus stehen ein Fitnessraum sowie eine Krankenstation mit einem Behandlungsraum, einem OP und einem Krankenzimmer für vier Personen zur Verfügung.
Auf Deck 9 befindet sich ein für die Beobachtung von Seevögeln und Meeressäugern eingerichteter Bereich. Zusätzlich befindet sich ein Ausguck am Mast oberhalb des Deckshauses. Die Brücke befindet sich im vorderen Bereich von Deck 10. Sie ist vollständig geschlossen und geht für die bessere Übersicht insbesondere beim Eisbrechen sowie der Navigation während wissenschaftlicher Arbeiten, aber auch beim An- und Ablegen und dem Manövrieren in engen Fahrwassern, über die Schiffsbreite hinaus.
Vor dem Deckshaus befinden sich zwei mit Faltlukendeckeln verschlossene Laderäume. Die Laderäume können 96 20-Fuß-Container oder andere Güter aufnehmen. Für die Laderäume stehen Ponton-Zwischendecks zur Verfügung, um die Laderäume horizontal aufteilen zu können und verschiedenartige Packstücke, aber auch Fahrzeuge mitführen zu können. Weitere Container und anderes sperriges Gut kann auf den Lukendeckeln mitgeführt werden. Im Achterschiffsbereich können auf dem Arbeitsdeck 14 20-Fuß- und 6 10-Fuß-Laborcontainer mitgeführt werden. Weitere Container können bei Bedarf auf dem Hangar oder auf dem Hubschrauberdeck geladen werden. Die Laderäume werden von zwei vor dem Deckshaus installierten Kranen mit jeweils 55 t Hebekapazität bedient. Vor den Laderäumen befindet sich eine gedeckte Back, auf der ein Wellenbrecher angebracht ist.
Hinter den Decksaufbauten befindet sich ein auf der Backbordseite installierter Kran, der 15 t heben kann. Ein weiterer Kran mit 15 t Hebekapazität befindet sich im Bereich des Arbeitsdecks im Heckbereich unterhalb des Hubschrauberdecks. Das Hubschrauberdeck befindet sich auf Deck 7 hinter den Decksaufbauten. Es ist 780 m² groß. Das Deck kann mit 12,6 t belastet werden. Der Hangar für die Hubschrauber ist in die Decksaufbauten integriert. Es bietet Platz für zwei Hubschrauber des Typs Sikorsky S-92 oder vier Hubschrauber des Typs Airbus Helicopters H125.
Am Heck des Schiffes befindet sich ein schwenkbarer Heckgalgen, der 10 t heben kann. Hier ist auch eine Heckaufschleppe installiert. Das Schiff ist mit verschiedenen Winden für das Schleppen von Forschungsgerät ausgerüstet. Im Rumpf befindet sich ein 4 × 4 m großer Moonpool für das Ausbringen von Forschungsgerät. Der Moonpool ist vom CTD-Hangar aus zugänglich. Der CTD-Hangar verfügt außerdem über eine Seitenpforte für das Ausbringen einer CTD-Rosette oder anderer Forschungsgeräte. Vom Schiff aus können ferngesteuerte Forschungsroboter (ROV) oder autonome Tauchroboter (AUV) eingesetzt werden. Im Rumpf befinden sich zwei Schächte, in denen drei Meter unter den Kiel ausfahrbare Instrumentenhalter untergebracht sind, die unter anderem für akustische Messinstrumente zum Detektieren von Fisch und Krill bzw. der Vermessung des Meeresbodens vorgesehen sind. Weitere akustische Messinstrumente wie Sonare und Echolote sind im Rumpf des Schiffes untergebracht.
Auf den Lukendeckeln vor dem Deckshaus können zwei Tenderboote mitgeführt werden, die für den Transport von Containern, Fahrzeugen und anderen Gütern genutzt werden können. Die Tenderboote sind 16,3 m lang und 6,2 m breit. Sie können über 45 t tragen und sind mit einer Ro-Ro-Rampe am Bug ausgestattet. Angetrieben werden sie von zwei Caterpillar-Dieselmotoren des Typs C12 mit 448 kW Leistung, die auf zwei Wasserstrahlantriebe wirken. Die Tenderboote erreichen eine Geschwindigkeit von bis zu 8 kn. Weiterhin ist das Schiff mit vier Beibooten ausgerüstet, die ebenfalls für Transportaufgaben genutzt werden können. Drei der Boote sind für den Transport von acht Personen sowie 150 kg Gepäck oder Versorgungsgüter eingerichtet, können aber auch für andere Aufgaben genutzt werden. Die 8,2 m langen Boote werden von zwei Fünfzylinder-Dieselmotoren angetrieben. Das vierte Beiboot ist 10,3 m lang und ist mit Sensoren, einem Heckgalgen und einer Schleppvorrichtung sowie einem kleinen Moonpool für Forschungsaufgaben ausgerüstet. Es wird von zwei Personen gefahren und bietet Platz für sechs Wissenschaftler. Das Boot kann weiterhin 500 kg Güter befördern.
Der Rumpf des Schiffes ist eisverstärkt (Eisklasse PC3). Das Schiff kann bis zu 90 Tage auf See bleiben und dabei über 16.000 Seemeilen zurücklegen. Es ist damit in der Lage, zwei Antarktisstationen auf einer Rundreise zu versorgen. Das Schiff ist circa 200 Tage im Jahr im Einsatz, davon mindestens 60 Tage für die Forschung.
Die Anlagen zur Produktion von Trinkwasser an Bord sind leistungsstark genug, um nicht nur das an Bord benötigte Trinkwasser, sondern auch Trinkwasser für die Versorgung der Forschungsstationen zu erzeugen.

## Trivia
Die Post der Zentralafrikanischen Republik brachte im Juni 2019 einen Briefmarkenblock mit vier Eisbrechern heraus. Eine der Briefmarken zeigte die Nuyina.
Die australische Post brachte im September 2020 vier Briefmarken mit Darstellungen des Schiffs heraus.